# タデウシュ・タンスキ

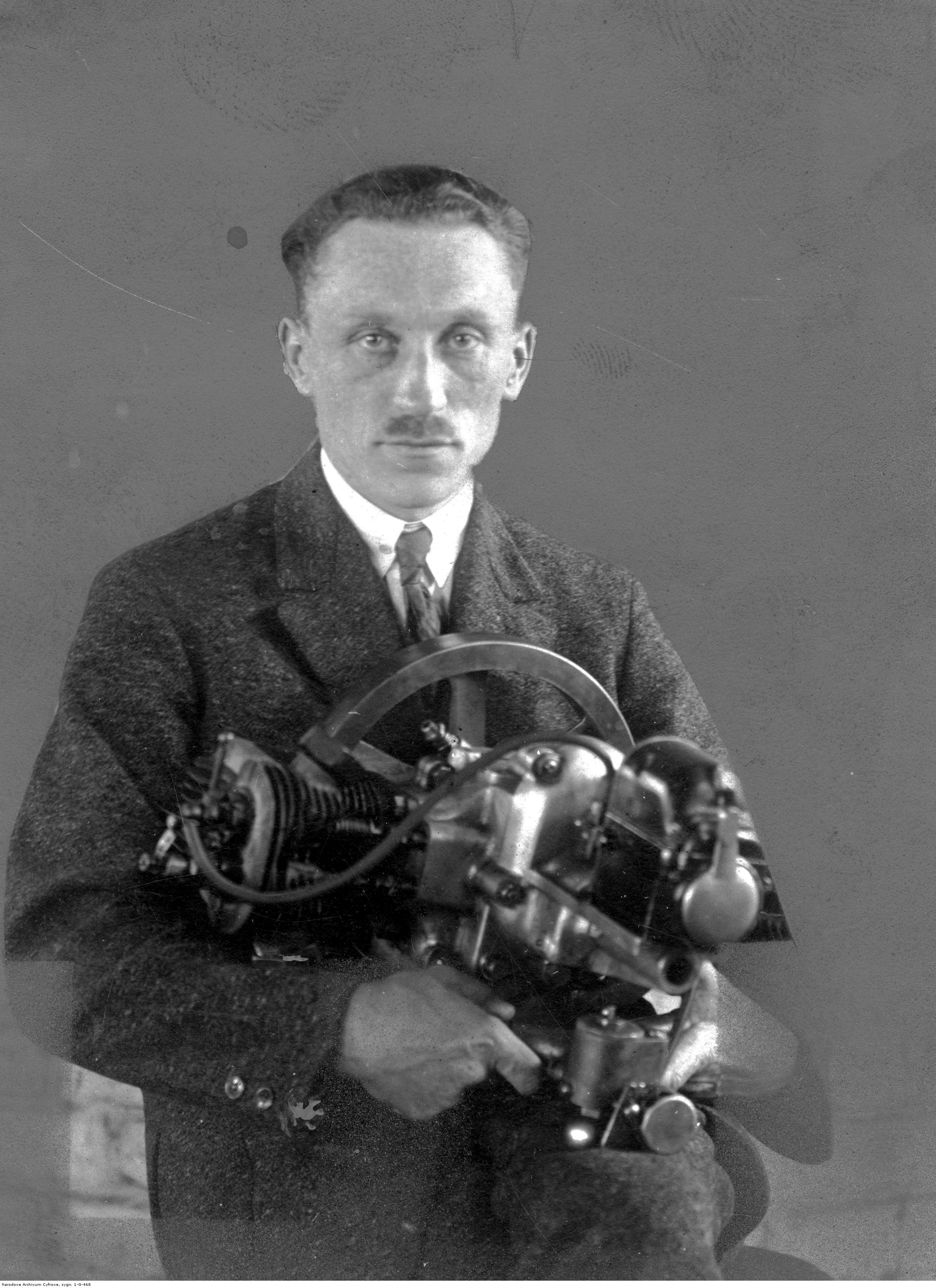
エンジンを手にするタンスキ

タデウシュ・タンスキ（Tadeusz Tański、1892年3月11日 - 1941年3月23日）は、ポーランド人の自動車技術者で、ポーランド初の量産車CWS T-1を含む自動車の設計を手掛けた。ホロコースト犠牲者である。

## 略歴

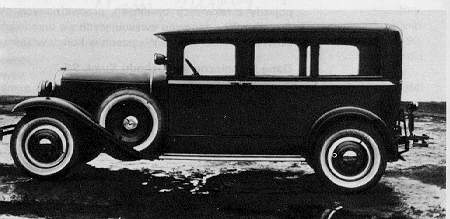
CWS T-1カレタ

ポーランド航空界の先駆者でもあったチェスワフ・タンスキの息子として、ロシア帝国支配下（現在のルブリン県）のヤヌヴ・ポドラスキ村に生まれた。第一次世界大戦勃発前にパリへ渡り、パリ高等電気工学校で工学（特に航空機エンジン）を修めた。戦時中、彼は各種軍用航空機用エンジンの設計・開発を手掛けたほか、L.ボルドン社（L.Bordon）で装甲車両についても学んだ。その後、アームストロング・ホイットワースでも技術者として働いた。
1919年、タンスキはポーランドに帰国し、軍事省の自動車部門に勤務。ポーランド・ソビエト戦争中の1920年には、フォードT型の車台を使い、ポーランド初の国産装甲車であるフォードFT-Bを作り上げた。フォードFT-Bは16～17両が作られ、全てが実戦に投入された。
第一次大戦後、タンスキはポーランドの軍需産業に残り、CWS（Centralne Warsztaty Samochodowe, 中央自動車製作所）の技術者として働いた、1922年タンスキはここで、ポーランド初の量産乗用車であるCWS T-1の設計と、その生産監督を行った。その後も1930年代後半にかけて、彼はポーランドで最も著名な自動車、トラック、軍用トラクターの設計者であった。
1939年のドイツ軍ポーランド侵攻後も、ドイツ占領下のポーランドに残った。1940年7月3日、ドイツによるポーランド指導層・知識階級を対象としたAB行動時に逮捕され、アウシュヴィッツ収容所に送られた。1941年3月23日に同収容所で殺害された。